# Monay

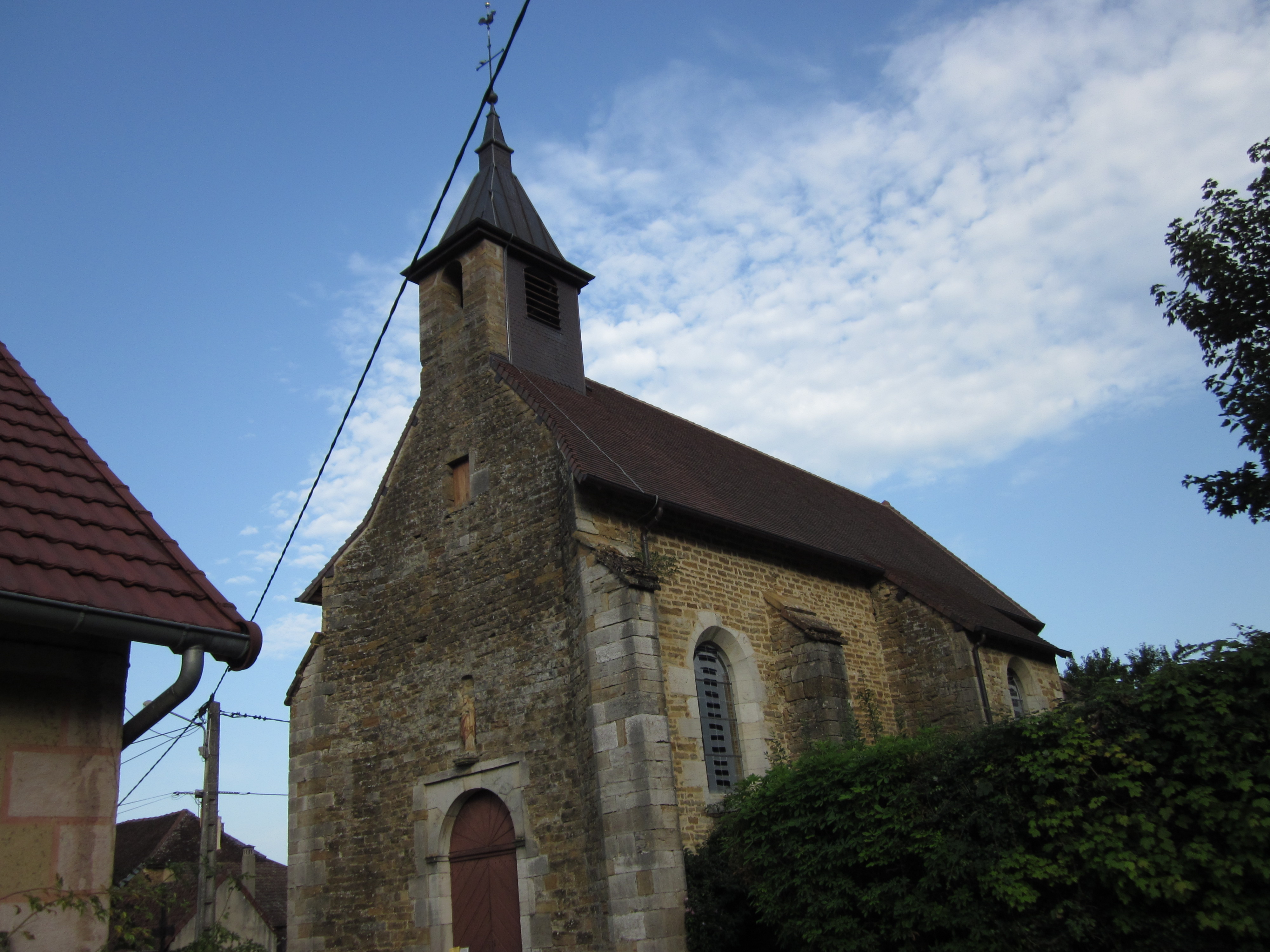
Kerk

Monay is een gemeente in het Franse departement Jura (regio Bourgogne-Franche-Comté) en telt 153 inwoners (2005). De plaats maakt deel uit van het arrondissement Dole .

## Geografie
De oppervlakte van Monay bedraagt 2,5 km², de bevolkingsdichtheid is 61,2 inwoners per km².

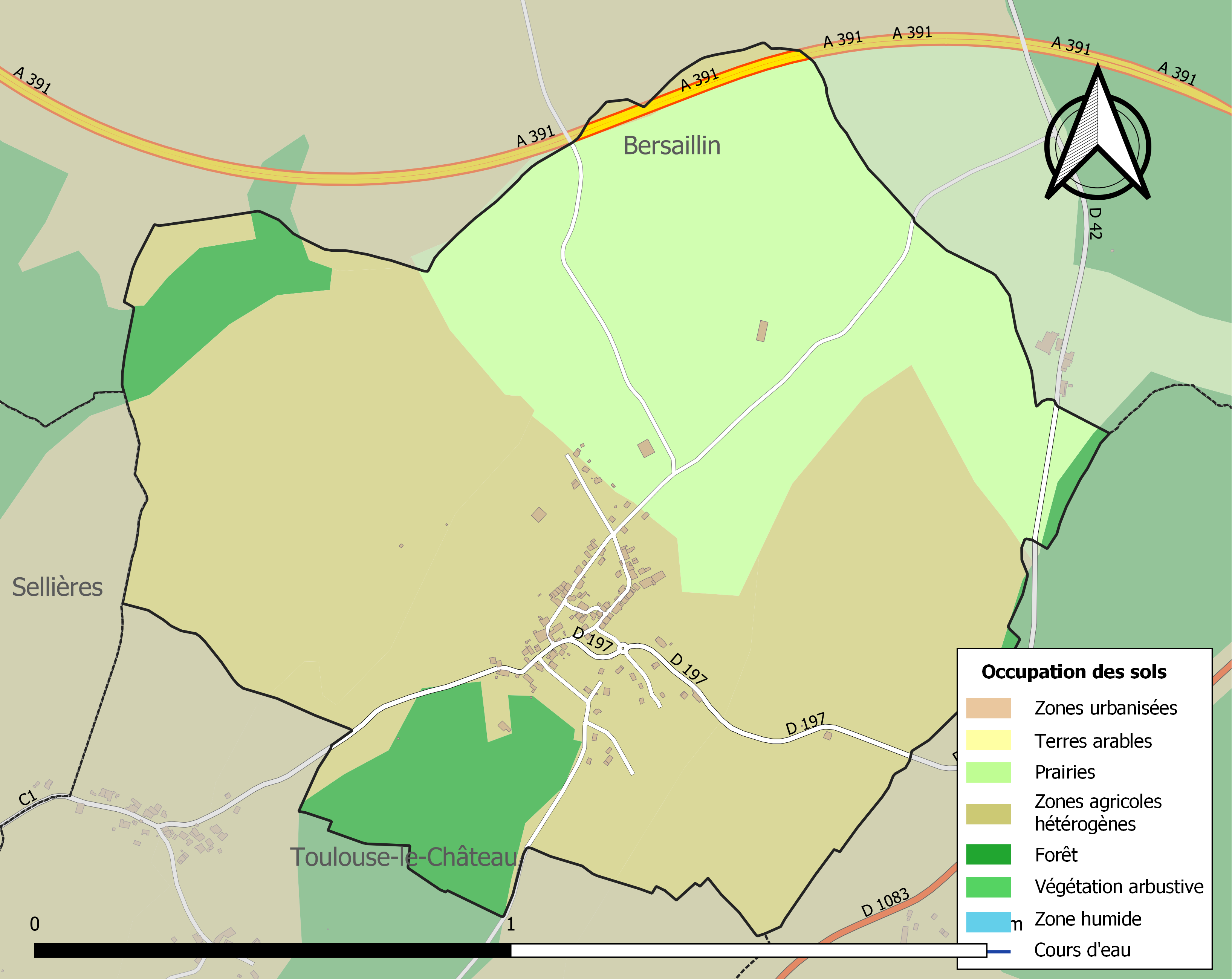
Kaart van de gemeente met de belangrijkste infrastructuur, bodemgebruik en omliggende gemeenten

## Demografie
Onderstaande figuur toont het verloop van het inwonertal (bron: INSEE-tellingen).

## Geboren in Monay
- Jean-Paul Nozière (1943), schrijver van jeugd- en politieromans